# Ludwig Vogel

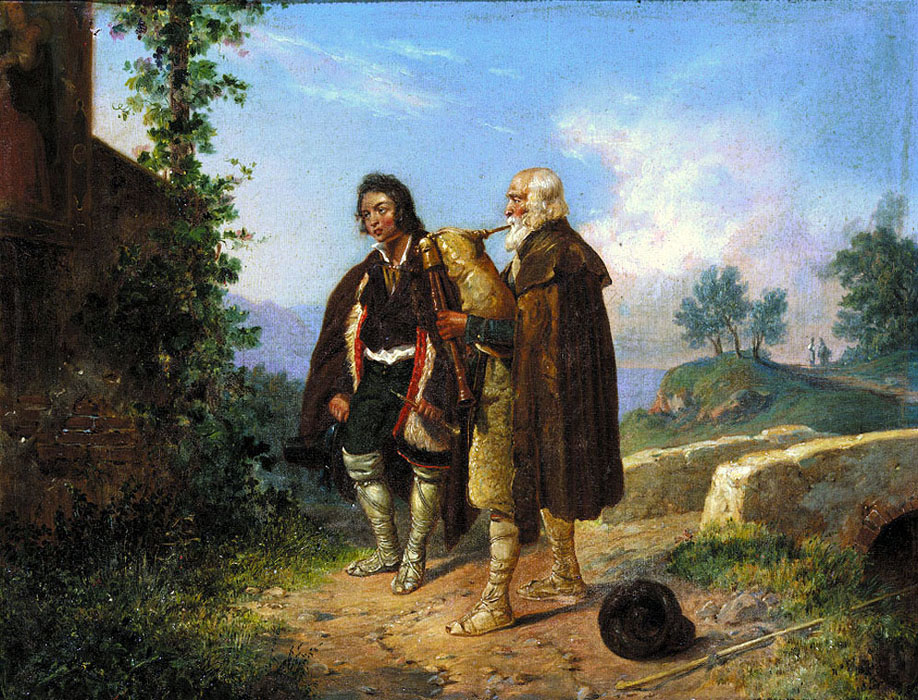

Georg Ludwig Vogel (Zúrich, 10 de julio de 1788 - 20 de agosto de 1879) fue un pintor romántico suizo, perteneciente al movimiento de los nazarenos. 
Vogel dedicaba a la pintura su tiempo libre. Ingresó en la Academia de Viena en 1808, institución dirigida por Heinrich Friedrich Füger (1751-1818), un pintor de cierto renombre, perteneciente a la escuela neoclásica del francés Jacques Louis David. 
No obstante, no encontró allí la satisfacción que deseaba y fue uno de los fundadores, el 10 de julio de 1809, de la Lukasbund, inspirada en los gremios medievales. Pretendían establecer las bases de la pintura sobre la religión y un buen trabajo artesanal. Juraron permanecer siempre fieles a la verdad, de combatir el academicismo y resucitar por todos los medios el arte. 
Ludwig Vogel, Johann Friedrich Overbeck, Franz Pforr y Johann Konrad Hottinger decidieron marchar a Roma, a donde llegaron el 10 de junio de 1810. Gracias al director de la Academia de Francia en Roma, pudieron alojarse en el monasterio abandonado de San Isidoro; allí vivieron una existencia de recogimiento prácticamente monacal. Su precepto era trabajo duro y honesto y una vida santa; despreciaron la Antigüedad pagana y el renacimiento por considerarlos falsos; y pretendieron recuperar la simple naturaleza y el arte serio de Perugino, Pinturicchio, y el joven Rafael Sanzio. Las características de este estilo eran nobleza de ideas, precisión e incluso dureza en el perfil, composición escolástica, con el añadido de luz, sombra y color. 
Estando en Roma, conoció a otros artistas, como el escultor danés Thorvaldsen, Koch (especie de tutor oficioso de los nazarenos) y Cornelius, que se les unió en 1811. 
En Roma realizó su primera gran obra: El regreso de los suizos de la batalla con Morgarten.
Después de pasar un tiempo en Florencia, Vogel regresó a su país, donde trabajó hasta mediados de los años 1860 en una serie de representaciones de la vida popular e historia de Suiza. Una de sus obras más famosas es La unión suiza atacada por Gonzenbach en 1307.
- Datos: Q324629
- Multimedia: Ludwig Vogel / Q324629